# Фёдоровка (Кагальницкий район)
Фёдоровка — хутор в Кагальницком районе Ростовской области.
Входит в состав Иваново-Шамшевского сельского поселения.

## Население
| 2010 |
| ---- |
| 65   |

## Улицы
На хуторе имеются две улицы: Луговая и Огородняя.